# Museum Giersch der Goethe-Universität

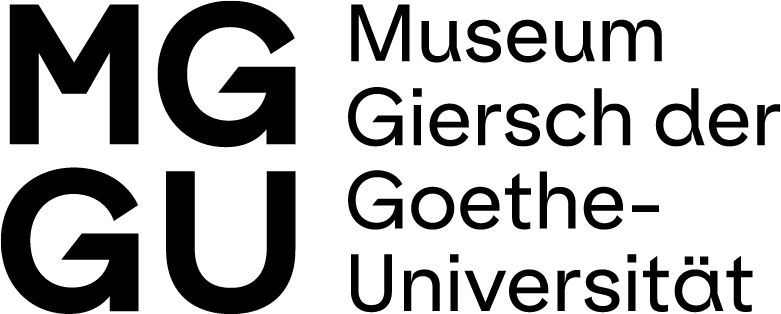
Logo des Museum Giersch der Goethe-Universität

Das MGGU - Museum Giersch der Goethe-Universität (2024)

Das MGGU - Museum Giersch der Goethe-Universität ist in multidisziplinäres Forum für Kunst und Wissenschaft in Frankfurt am Main. Zentral in einer Villa am Mainufer in Sachsenhausen gelegen, werden wechselnde Sonderausstellungen gezeigt, die gesellschaftlich und wissenschaftlich relevante Themen aufgreifen. Zudem werden bislang unbeachtete künstlerische Positionen mit dem Rhein-Main-Gebiet als geographischer Schnittstelle im Kontext von kunst- und filmwissenschaftlicher Forschung der Goethe-Universität ausgestellt. Ein Ausstellungshaus für alle, die sich für multidisziplinäre Perspektiven interessieren und Neues entdecken möchten. Gegründet im Jahr 2000 durch die Stiftung Giersch, ist das MGGU seit 2015 Teil der Goethe-Universität. Es ist ein Museum für Kunst, das Universität und Stadt miteinander in Kontakt bringt. Als Teil des international renommierten Frankfurter Museumsufers ist das MGGU Bestandteil einer lebendigen sowie diversen Stadtkultur und Kunstszene.

## Geschichte
Das Museum befindet sich in einer der seltenen erhaltenen Ufervillen am Sachsenhäuser Mainufer. Die Villa wurde 1910 im Stil des Neoklassizismus für die Frankfurter Bauunternehmerfamilie Holzmann errichtet.
Am 24. September 2000 eröffnete das Ausstellungshaus unter dem Namen „Haus Giersch – Museum Regionaler Kunst“. Die Gründungsinitiative ging vom Frankfurter Unternehmer Carlo Giersch und seiner Frau Karin aus. Ihr Ziel war es, für die Öffentlichkeit ein Museum für überregional bedeutsame, bislang unerforschte Themen der Kunst- und Kulturgeschichte des Rhein-Main-Gebiets zu schaffen. Träger des Museums war die gemeinnützige Stiftung Giersch, die 1994 aus dem Privatvermögen des Ehepaars Giersch gegründet worden war. Sie sanierte die von ihr 1998 erworbene Villa Holzmann und baute sie zu einem modernen Ausstellungshaus um. Ab 2005 führte das Museum die kürzere Bezeichnung „Museum Giersch“.
Anlässlich des 100-jährigen Bestehens der Goethe-Universität im Jahr 2014 übergab die Stiftung Giersch das Museum für 30 Jahre in die Trägerschaft der Universität.
Seit 2015 trägt das Ausstellungshaus den Namen „Museum Giersch der Goethe-Universität“. Es widmet sich weiterhin der Kunst und Kultur der Rhein-Main-Region und zeigt nun ebenso Ausstellungen mit besonderem Bezug zur Geschichte und Gegenwart der Goethe-Universität. Zudem ist die Museumsvilla ein Veranstaltungs- und Begegnungsort der universitären Community.
Als Gründungsdirektor leitete der Kunsthistoriker Manfred Großkinsky das Haus bis Dezember 2019. Von Mai 2020 bis November 2022 leitete die bis dahin stellvertretende Direktorin, die Kunsthistorikerin Birgit Sander, das Ausstellungshaus. Zum 1. Januar 2024 übernahm Ina Neddermeyer, Kunsthistorikerin und Kuratorin, die Leitung des Museum Giersch der Goethe-Universität. Neddermeyer war zuvor als Kuratorin und Leiterin der Abteilung Kunst am Zeppelin Museum Friedrichshafen tätig.

## Ausstellungsprogramm
Das Programm war zunächst auf Überblicksausstellungen und monographische Präsentationen zur Malerei aus dem Rhein-Main-Gebiet im 19. und frühen 20. Jahrhundert konzentriert. Allmählich erweiterte sich das Spektrum um Gattungen wie Skulptur, Fotografie, Graphik und Buchkunst. Zudem dehnte sich der Zeitraum der Themen von der Neuzeit bis in die Gegenwart aus. Große Überblicksausstellungen zur Kunst der Rhein-Main-Region betrafen die frühe Photographie 1839–1885, die Frankfurter Bildhauerei im 19. und 20. Jahrhundert und die Epochen Romantik und Expressionismus. Zahlreiche unbekanntere Künstler wurden in monographischen Ausstellungen gewürdigt, darunter Marie-Louise von Motesiczky, Reinhold Ewald, Ottilie W. Roederstein oder Ludwig Meidner. Zudem gab es Ausstellungen zu lokal ansässigen Sammlern und Kunstförderern wie beispielsweise Heinrich von Liebieg.
Nach der Übertragung an die Goethe-Universität erfolgten Kooperationen mit Instituten, Lehrenden und Studierenden der Goethe-Universität unter besonderer Einbeziehung der universitären Sammlungen. Hierzu zählen die Überblicksausstellung zu den Sammlungen anlässlich des 100-jährigen Jubiläums der Goethe-Universität 2014 sowie Kooperationen mit dem Graduiertenkolleg „Wert und Äquivalent“, dem Frobenius-Institut für Kulturanthropologie sowie der Städel Kooperationsprofessur und Studierenden am Kunstgeschichtlichen Institut der Goethe-Universität.

## Sonderausstellungen (Auswahl)
- 2010: Die Bildhauer August Gaul und Fritz Klimsch
- 2011: Expressionismus im Rhein-Main-Gebiet
- 2011: Carl Morgenstern und die Landschaftsmalerei seiner Zeit
- 2012: Wilhelm Steinhausen – Natur und Religion[11]
- 2012: Kunstschätze des Mäzens Heinrich von Liebieg
- 2013: Faszination Fremde
- 2013: Künstlerin sein! Ottilie W. Roederstein – Emy Roeder – Maria von Heider-Schweinitz[12]
- 2014: Die andere Moderne – Kunst und Künstler in den Ländern am Rhein 1900 bis 1922
- 2014: Frankfurter Landschaftsmaler aus drei Generationen: Carl Peter Burnitz – Hanny Franke – Klaus Kappel
- 2014: „Ich sehe wunderbare Dinge – 100 Jahre Sammlungen der Goethe-Universität Frankfurt am Main“
- 2015: Romantik im Rhein-Main-Gebiet
- 2015: Reinhold Ewald (1890–1974)
- 2016: Horcher in die Zeit – Ludwig Meidner im Exil[13]
- 2016: Goethe und die „Dame in Blau“. Köpfe der Goethe-Universität
- 2016: Kommen und Gehen – von Courbet bis Kirkeby. Künstleraufenthalte in der Region Frankfurt/RheinMain
- 2017: Ersehnte Freiheit. Abstraktion in den 1950er Jahren[14]
- 2017: Laura J. Padgett: somehow real
- 2017: Von Frankfurt nach New York – Eric und Jula Isenburger[15][16]
- 2018: Freiraum der Kunst – Die Studiogalerie der Goethe-Universität Frankfurt 1964–1968[17]
- 2018: Paris, Frankfurt am Main und die 1968er Generation. Fotografien von Inge Werth[18][19]
- 2018: Faszination der Dinge – Werte weltweit in Archäologie und Ethnologie[20]
- 2019: Frobenius – Die Kunst des Forschens[21]
- 2019: Heinrich Mylius (1769–1854) – Ein europäischer Bürger zwischen Frankfurt am Main und Mailand[22]
- 2019: Georg Heck (1897–1982) – Retrospektive[23]
- 2020: Die Welt im BILDnis. Porträts, Sammler und Sammlungen in Frankfurt am Main von der Renaissance bis zur Aufklärung[24]
- 2022: Die Fotografinnen Nini und Carry Hess
- 2022: ORTSWECHSEL. Die Kunstsammlung der Deutschen Bundesbank zu Gast im Museum Giersch der Goethe-Universität
- 2023: Spontan und konstruktiv – Ernst Weil (1919–1981)
- 2024: Paris, Königstein, Berlin. Louise Rösler (1907–1993)
- 2024: OUR HOUSE. Künstlerische Positionen zum Wohnen